# Chersomorpha
Chersomorpha är ett släkte av fjärilar. Chersomorpha ingår i familjen vecklare.
Kladogram enligt Catalogue of Life:
| Chersomorpha | \| \| Chersomorpha cataxeranta \| \| \| \| \| \| Chersomorpha taospila \| \| \| \| |
|              | \| \| Chersomorpha cataxeranta \| \| \| \| \| \| Chersomorpha taospila \| \| \| \| |
|              | Chersomorpha cataxeranta                                                           |
|              |                                                                                    |
|              | Chersomorpha taospila                                                              |
|              |                                                                                    |